# Trzej muszkieterowie (film amerykański 1921)
Trzej muszkieterowie (ang. The Three Musketeers) – amerykański niemy film kostiumowy z 1921 roku. Adaptacja powieści Trzej muszkieterowie Aleksandra Dumasa.

## Obsada
- Douglas Fairbanks – d’Artagnan
- Léon Bary – Atos
- George Siegmann – Portos
- Eugene Pallette – Aramis
- Boyd Irwin – hrabia de Rochefort
- Thomas Holding – książę Buckingham
- Charles Stevens – Planchet
- Nigel De Brulier – kardynał Richelieu
- Willis Robards – kapitan de Treville
- Lon Poff – Ojciec Joseph
- Mary MacLaren – królowa Anna Austriaczka
- Marguerite De La Motte – Constance Bonacieux
- Barbara La Marr – Milady de Winter
- Adolphe Menjou – król Ludwik XIII

## Informacje dodatkowe
- W tym samym roku powstała francuska ekranizacja powieści Aleksandra Dumasa (ojca).
- W 1922 roku francuski komik Max Linder nakręcił parodię Trzech muszkieterów pod nazwą Ostatni muszkieter[1].